# Quân khu Vũ Hán
Quân khu Vũ Hán là một cựu quân khu của Quân Giải phóng Nhân dân Trung Quốc. Quân khu được thành lập vào ngày 07 tháng 3 năm 1955 và bao gồm hai tỉnh Hồ Bắc và Hà Nam. Năm 1985, quân khu bị giải thể, tỉnh Hồ Bắc được nhập vào Quân khu Quảng Châu và tỉnh Hà Nam được nhập vào Quân khu Tế Nam.

## Cựu tư lệnh
- Trần Tái Đạo (陈再道) （5/1955-7/1967）
- Tằng Tư Ngọc (曾思玉]]（8/1967-12/1973）
- Dương Đắc Chí (杨得志)（01/1974-12/1978）
- Vương Tất Thành (王必成)（01/1979-01/1980）
- Trương Tài Thiên (张才千)（01/1980-01/1982）
- Chu Thế Trung (周世忠)（01/1982-09/1985）